# Al-Nadr ibn al-Harith
al-Naḍr ibn al-Ḥārith b. ʿAlqama (in arabo ﺍﻟﻨﻀﺮ ﺑﻦ ﺍﻟﺤﺎﺭﺙ ﺑﻦ ﻋﻠﻘﻤـة‎?; La Mecca, ... – Badr, 624) è stato un coreiscita che avversò fortemente l'azione riformatrice religiosa del suo concittadino Maometto.

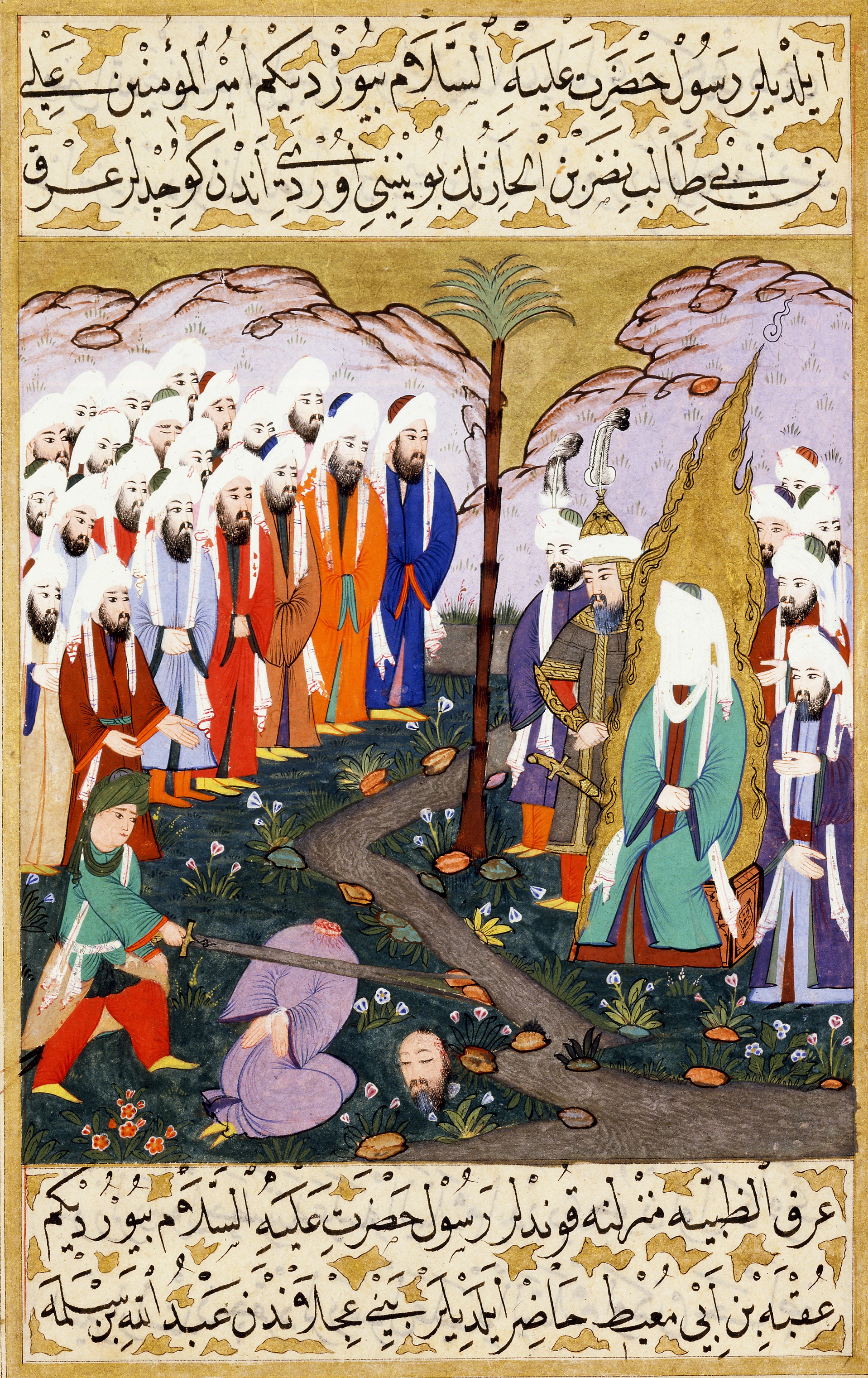
Miniatura dal Siyer-i Nebi (La vita del profeta), un manoscritto turco del 1388 (completato sotto il sultano ottomano Murad III), in cui viene raffigurata la decapitazione di al-Naḍr per mano di ʿAlī b. Abī Ṭālib, al cospetto di Maometto.

Ricco commerciante che trattava i suoi affari con i Lakhmidi di al-Hira e con la Persia sasanide, faceva parte del gruppo di Meccani che provvedeva all'alto incarico onorifico di rifornire di cibo (rifāda) i pellegrini che giungevano in città per la ʿumra preislamica.
Accusò Maometto di raccontare "storie antiche", cioè leggende, simili a quelle che lui stesso narrava ai suoi amici e conoscenti, che rallegrava anche grazie alla musica suonata col liuto (ʿūd) e alla sua bella voce intonata. 

Fu tra coloro che resero talmente difficile la vita a lui e ai suoi seguaci da indurre il Profeta a cercare ospitalità a Yathrib con quella che sarebbe stata definita "Egira".
Prese parte allo scontro di Badr in cui fu fatto prigioniero. Era tanto il rancore nei suoi confronti che, anziché richiedere un riscatto che sarebbe stato certo notevole, fu ucciso (o fatto uccidere) da Maometto, o per mano di suo cugino ʿAlī, che gli troncò con la spada la testa.